# Душан Павловић
Душан Павловић (?, 24. новембар 1894 – Нови Сад, 25. април 1969) био је српски и југословенски војни пилот, учесник Првог светског рата и ваздухопловни пуковник.

## Биографија
Пошто је завршио гимназију 1913. године уписује Војну академију. Услед избијања Првог светског рата завршава је већ 1914. године. У чин пешадијског потпоручника произведен 13. октобра 1914. Првих година рата био је водник, да би касније био постављен за командира чете у пешадији.
У септембру 1917. године, на основу одлуке Врховне команде, упућен у групи од десет млађих официра на обуку за пилота-извиђача. Обука је обављена у Тренажном центру француске Источне војске у Седесу код Солуна. У новембру 1917. распоређен у ескадрилу АР.521 у Вертекопу. Задаци ескадриле обухватали вршење коректуре артиљеријске ватре и бомбардовања. Нарочито се истакао за време пробоја Солунског фронта обављајући извиђачке летове и одржавајући везу са пешадијом. Имао више од 200 борбених летова у авиону Доран АР.1 А2. Крај рата дочекао у чину поручника. У међуратном периоду стекао чин ваздухопловног потпуковника, а касније унапређен у пуковника.
За учешће у борбама 1914—1915. године одликован Златном медаљом за храброст. За залагање на Солунском фронту 1916—1917. године у оквиру пешадијских трупа одликован са две сребрне и две златне медаље за храброст, као и Карађорђевом звездом са мачевима четвртог реда. За заслуге у авијацији током Првог светског рата примио златну медаљу за храброст и француски Ратни крст. Орден Белог орла V степена добио за учешће у борбама против албанских качака 1920. и 1921. Носилац Албанске споменице и Споменице за рат ослобођења и уједињења 1914—1918. године.
Сахрањен је на Новом гробљу у Београду.